# تسوتسوی جونکی
تسوتسوی جونکی (به ژاپنی: 筒井 順慶 Tsutsui Junkei); ۳۱ مارس ۱۵۴۹ – ۱۵ سپتامبر ۱۵۸۴) دایمیو در ولایت یاماتو و صاحب قلعه کوری‌یاما در ولایت یاماتو، اهل ژاپن بود.